# Skotani
Skotani (en griego, Σκοτάνη) es un pueblo griego situado en el municipio de Kalavrita, en Acaya. En 2011 la comunidad local de Skotani tenía 99 habitantes y el pueblo tenía 60.
Está situado aproximadamente en la zona en la que, en la Antigüedad, había un asentamiento griego llamado Escotane, aunque entonces pertenecía a Arcadia.
Pausanias ubicaba este antiguo asentamiento en el territorio perteneciente a Clítor, cerca del bosque llamado Sorón, junto a otros asentamientos de la zona llamados Argeatas y Licuntes.